# المتحف الوطني للأدب الأذري
المتحف الوطني لأدب أذربيجان الكنجوي - هو مؤسسة البحوث العلمية ومتحف في باكو.

## تاريخه
تأسس المتحف في عام 1939. افتتاح المتحف وبداء فعاليته في عام 1945. تم توسيع وتجديد المتحف بين عامين 1959-1967.
يقع المتحف في ميدان النافورة وبالقرب من المدينة القديمة. يعتبر هذا المتحف واحداً من أكبر وأغنى الخزانة الثقافية الأذربيجانية.
تتعرض في المتحف الكتب والوثائق والمخطوطات المختلفة وفضلا عن نمازج ثقافية ومادية فيما يخص بالعصور القديمة والعصور الوسطى والوحات والمنحوتات. وتكون متحف لادب أذربيجان الوطني باسم نظامي الكنجوي من ثلاثين قاعة عرض، عشر أقسام رئيسية وفرعين إقليميين.
فدوره يكمن في عمل تجميع، وابحاث وتخزين المواد العلمية وغيرها حول الأدب والثقافة الأذربيجانية، وعرض هذه المواد في المعارض التي تُعد الهدف الرئيسي للمتحف من أعماله.

فدوره يكمن في عمل تجميع، وابحاث وتخزين المواد العلمية وغيرها حول الأدب والثقافة الأذربيجانية، وعرض هذه المواد في المعارض التي تُعد الهدف الرئيسي للمتحف من أعماله. علاوة على أن المتحف يقوم أيضاً بأبحاث علمية كبيرة، يدونها وينشرها بواسطة الكتب والدراسات الكتابية.

## رواق

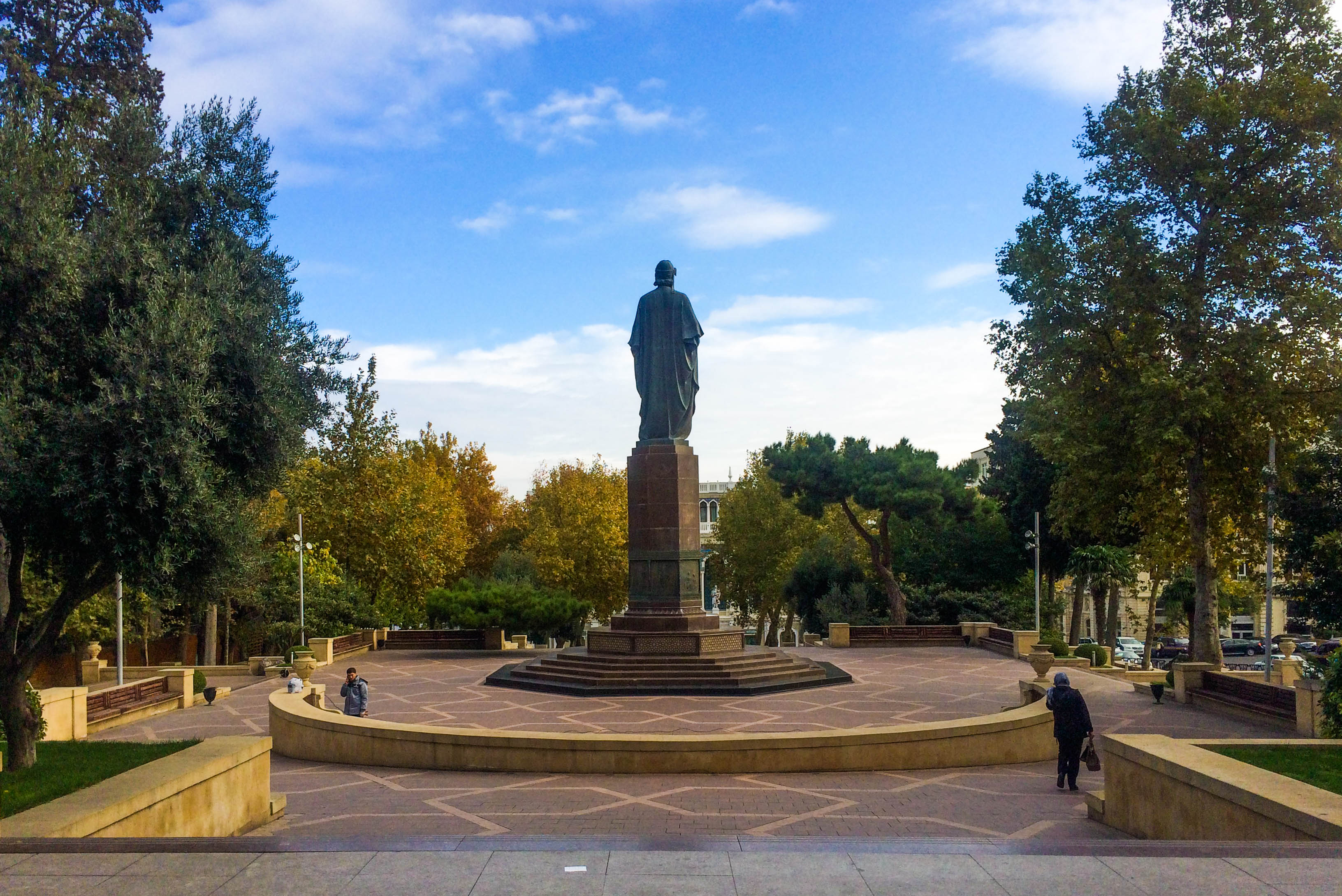
هيكل نظامي الكنجوي
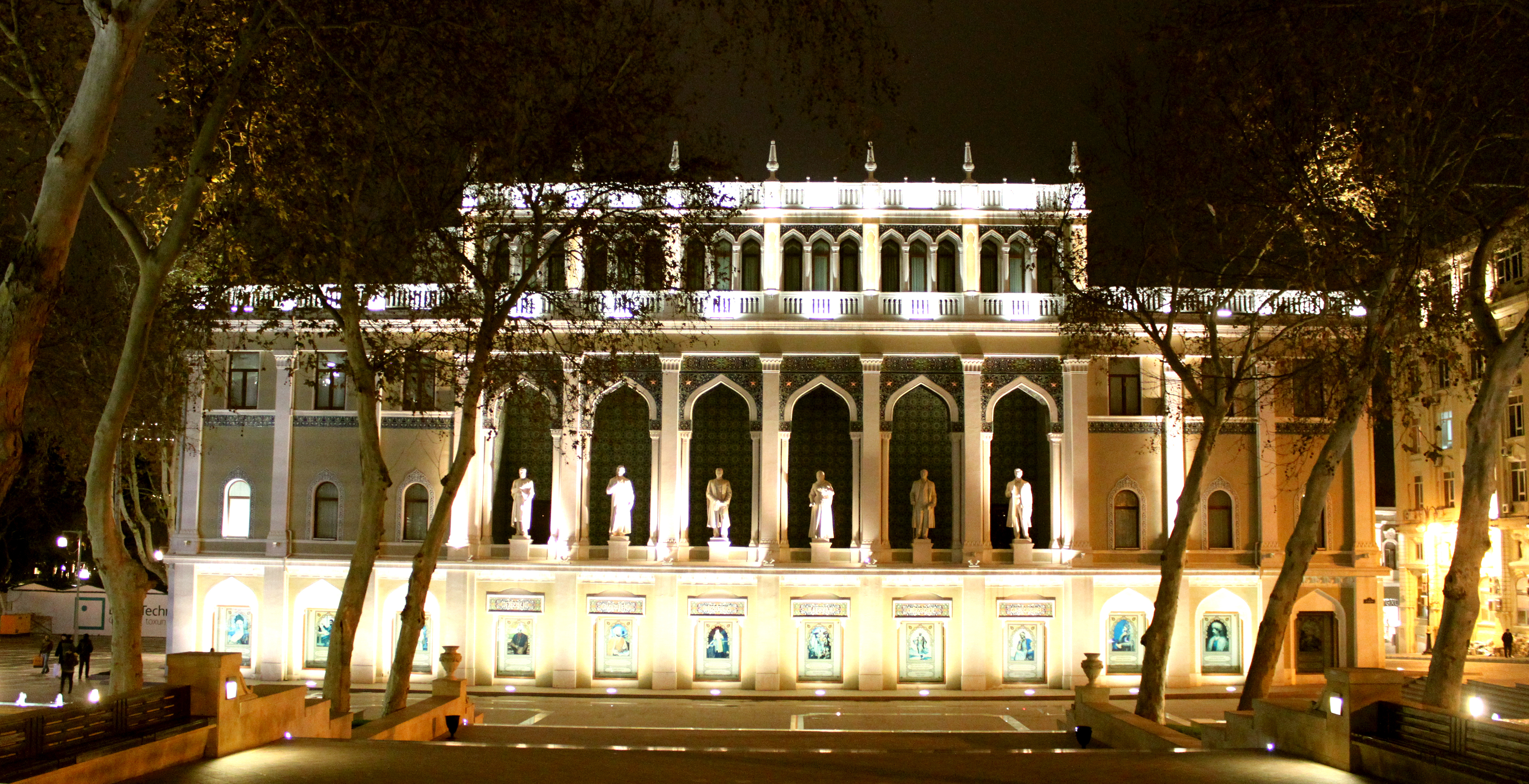
رؤية المتحف في ليلة
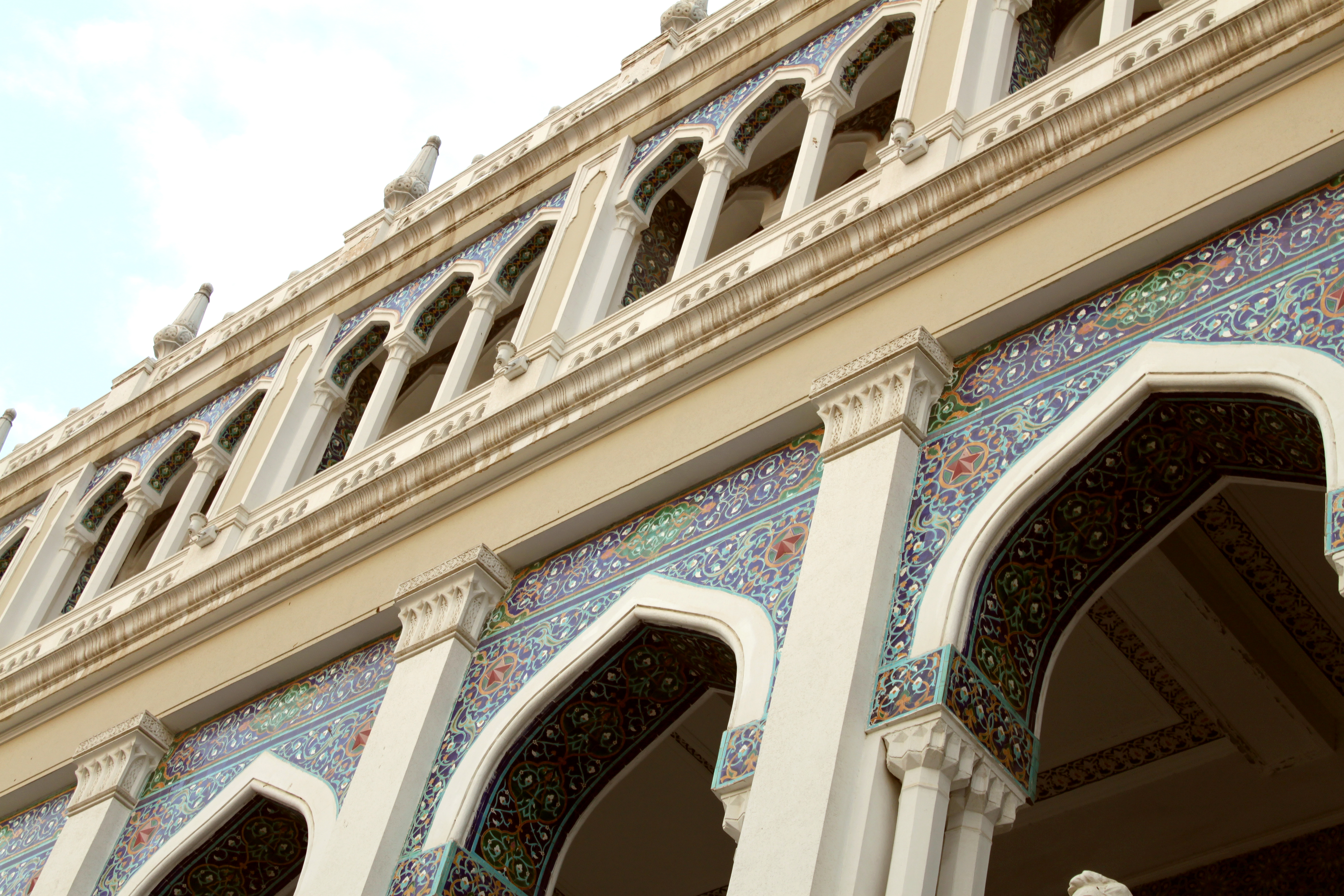
واجهة المتحف
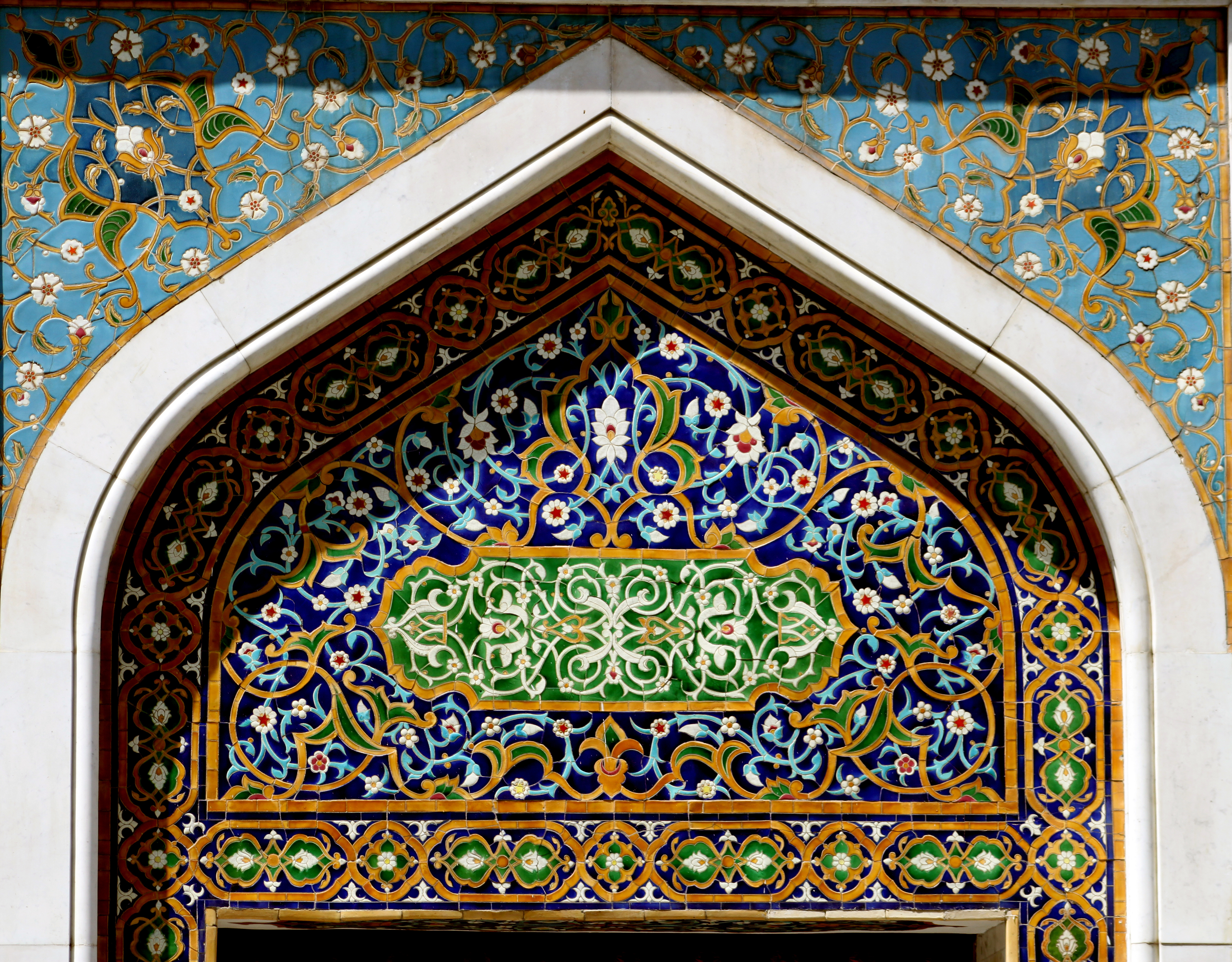
واجهة المتحف
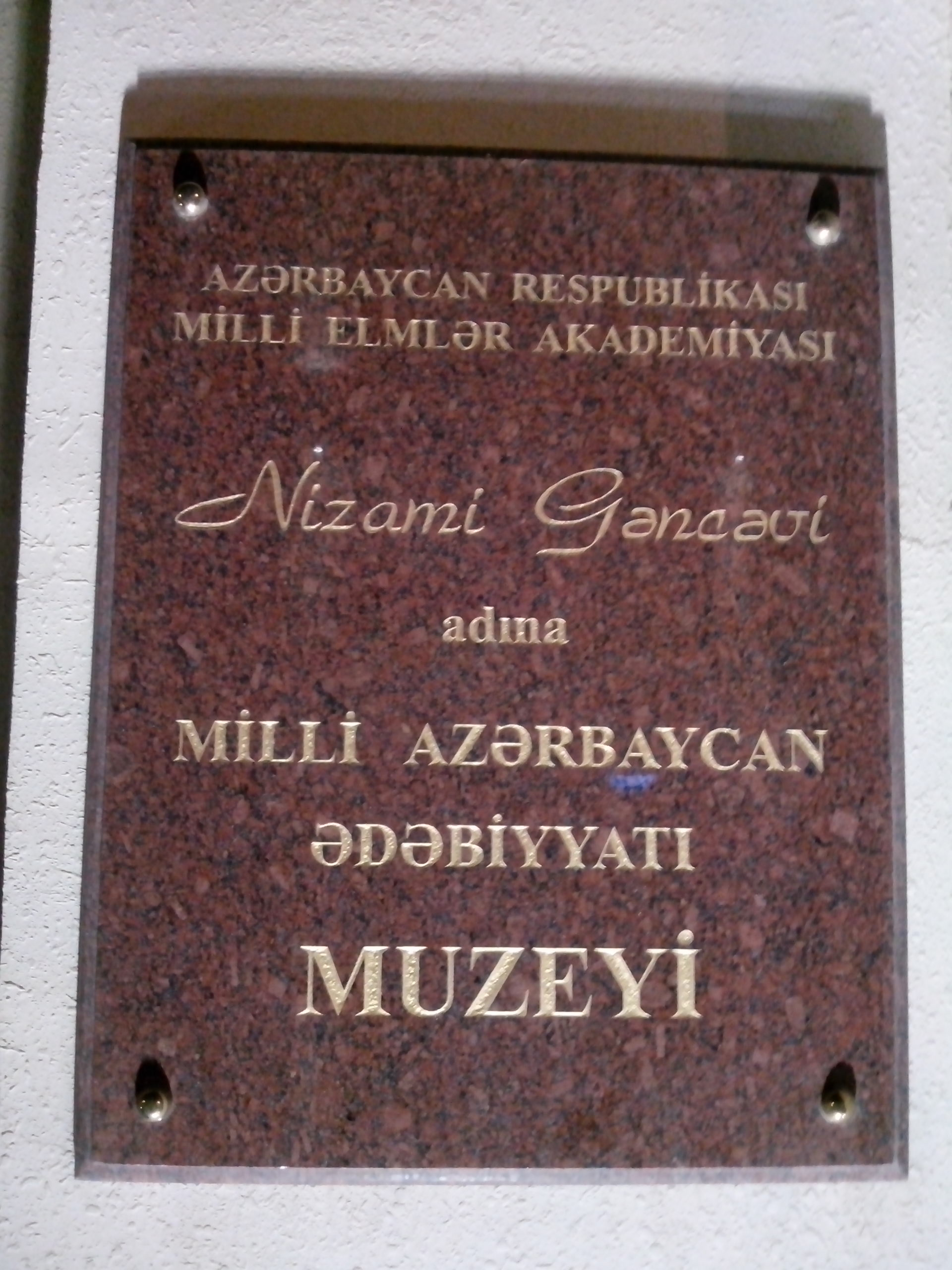
المتحف الوطني لأدب أذربيجان بإسم نظامي الكنجوي